# 海軍特殊作戦群 (パキスタン)
海軍特殊作戦群（かいぐんとくしゅさくせんぐん）、略称SSG(N)(Special Services Group Navy)はパキスタン海軍の特殊部隊である。
700人から1,000人位の規模を保有し、アメリカ海軍のSEALsやイギリス海兵隊のSBSの影響を受けている。

## 概要

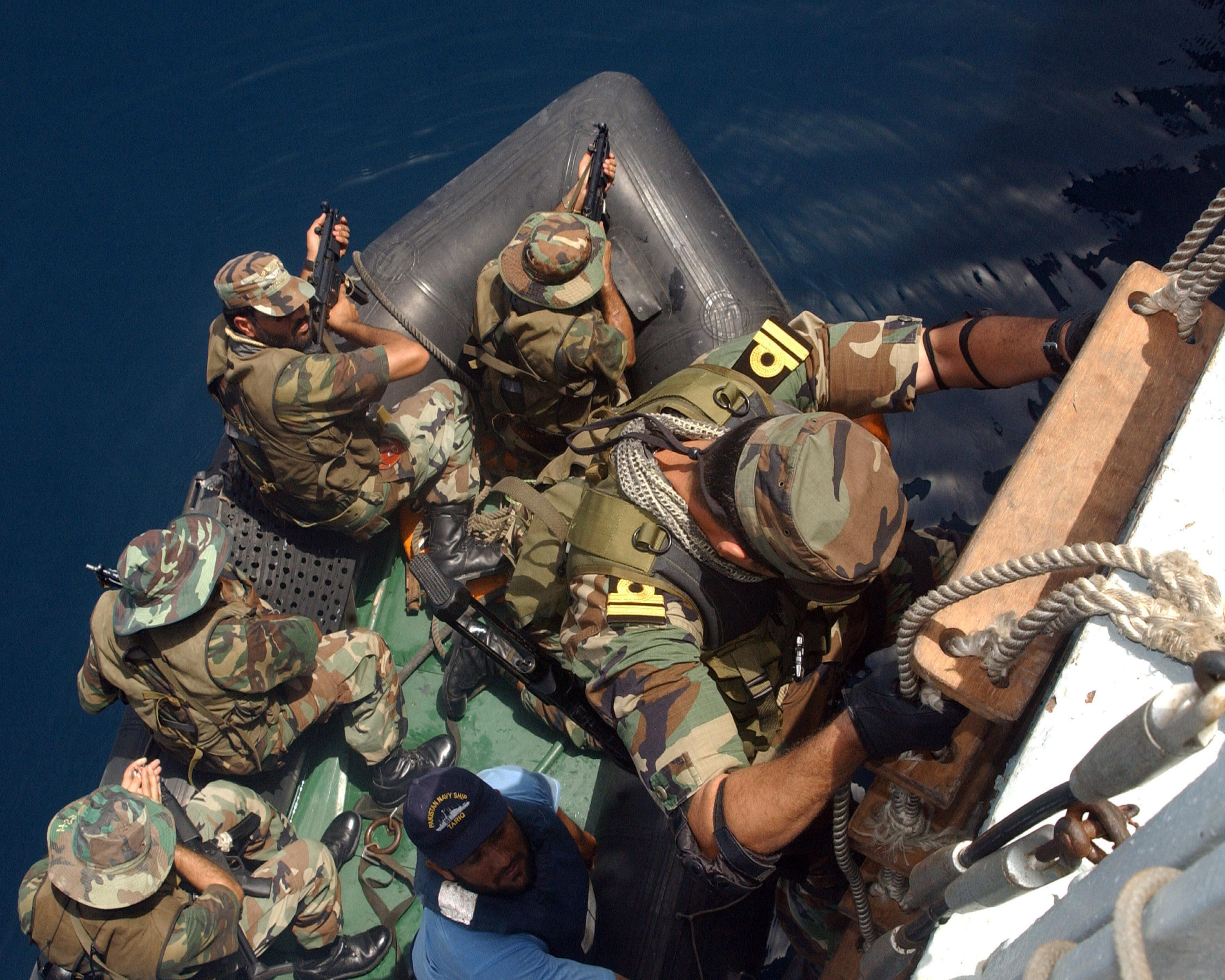
SSGNの隊員

パキスタン軍には特殊部隊設立の前からスキューバダイビング専門のムーサ中隊が存在していたが、第二次印パ戦争以降、アメリカ軍の助言にともない1966年に新たに設立された。1967年からはNavy SealsとSBSの指導を受けている。
SSGNの本部はカラチにあり、訓練施設PNSイクバルを保有している。SSGNの隊員たちは潜水、水陸両用作戦、HAHOとHALOといった空挺などの訓練を受けている。
SSGNは1971年には第三次印パ戦争に投入され、バングラデシュ（東パキスタン）の独立紛争や1990年代以降のイスラーム過激派との戦闘にも駆り出された。

## 編成
- PNS IQBAL - SSGNの司令部
- Pakistan Navy Seals
- VBSSチーム - 特殊作戦のための船艇を運用する部隊。
- 対テロリストグループ - 対テロ作戦のために従事する部隊。隊員は陸軍のSSGと共に訓練を受けている。

## 装備
- M16A2
- ステアーAUG
- FN F2000
- M4カービン
- AK-74
- AKM
- H&K UMP
- H&K MP5
- FN P90
- バレットM82
- グロック17
- ワルサーPP